# Wyspa Michaiłowa
Wyspa Michaiłowa (Mikhaylov Island) – (66°48′S 85°30′E66.8°S 85.5°E) pokryta lodem antarktyczna wyspa, leżąca w obszarze Zachodniego Lodowca Szelfowego.
Wyspa ma długość 11 km, najwyższy punkt 240 m. Została odkryta przez rosyjską ekspedycję w 1956 r. Nazwana imieniem Pawła Michaiłowa uczestnika ekspedycji Bellingshausena z 1819-1821.